# ARNTL2
El receptor nuclear translocador tipo 2 de aril hidrocarburos, también conocido como Mop9, Bmal2, CLIF, o ARNTL2, es una proteína transmembranal codificada por el gen arntl2, el cual es actualmente un candidato para estar asociado a la predisposición de padecer diabetes tipo1.
El gen Arntl2 de mamíferos es un parálogo (junto con ARNTL) del gen Cycle de Drosophila. También se han descrito y aislado homólogos en peces, pájaros, y mamíferos tales como el ratón y el ser humano. Basándose en análisis filogenéticos, se ha propuesto que el gen Arntl2 proviene de la duplicación del gen Arntl en una etapa evolutiva temprana de la línea de los vertebrados, seguida de una rápida divergencia de la copia del gen Arntl. La proteína producto de este nuevo gen Arntl2 interacciona tanto con CLOCK como con NPAS2 para unirse a los promotores en las secuencias E-box y activar así su transcripción. Aunque ARNTL2 no es requerido para el correcto funcionamiento de los ciclos circadianos en mamíferos, podría jugar un importante papel como mediador de la respuesta del reloj circadiano. Probablemente, este hecho esté relacionado con la escasa literatura científica acerca del papel de ARNTL2 en la regulación de la fisiología. No obstante, en estudios de expresión se ha podido observar que ARNTL2 forma un heterodímero con CLOCK para unirse y regular las secuencias E-box en el promotor Pai-1. 
Los últimos estudios al respecto sugieren que esta interacción podría estar relacionada con los complejos heterodiméricos ARNTL/CLOCK.